# Februari 2018
Dit artikel geeft een chronologisch overzicht van de belangrijkste gebeurtenissen per dag van de maand februari in het jaar 2018.

## Gebeurtenissen

### 1 februari
- Het Hof van Arbitrage voor Sport verklaart de levenslange schorsing van 28 Russische sporters wegens vermoedens van dopinggebruik ongeldig. De betreffende sporters mogen hierdoor misschien alsnog meedoen aan de komende Winterspelen.

### 5 februari
- In de extra beveiligde rechtbank De Bunker in Amsterdam Osdorp gaat het proces tegen de Nederlandse crimineel Willem Holleeder van start.[1] Het OM verdenkt hem van deelname aan een criminele organisatie en betrokkenheid bij meerdere liquidaties, waaronder die op Willem Endstra.[1]

### 9 februari

Logo van de XXIIIe Olympische Winterspelen 2018 in Zuid-Korea

- In het Zuid-Koreaanse Pyeongchang vindt de openingsceremonie van de Olympische Winterspelen 2018 plaats.

### 10 februari
- Carlijn Achtereekte wint goud bij de Olympische Winterspelen op de 3000 m bij het schaatsen. Ireen Wüst pakt het zilver en Antoinette de Jong pakt het brons op dezelfde afstand.
- Sjinkie Knegt wint zilver bij de Olympische Winterspelen op het onderdeel 1500 m bij het shorttrack.

### 13 februari
- De Nederlandse minister van Buitenlandse Zaken Halbe Zijlstra stapt op na meermaals gelogen te hebben dat hij bij een bijeenkomst met Vladimir Poetin was in 2006 en onjuiste informatie naar buiten te hebben gebracht over wat de Russische president toen precies zei.[2]

### 14 februari
- Bij een schietpartij op Stoneman Douglas High School in Parkland (Florida) vallen 17 doden.

### 15 februari
- De Ethiopische eerste minister Hailemariam Desalegn biedt zijn ontslag aan.[3]

### 16 februari
- In Ethiopië wordt één dag na het ontslag van de eerste minister de noodtoestand afgekondigd. In delen van het land is onrust uitgebroken die niet onder controle kan gebracht worden.[4]

### 18 februari
- In Iran stort een ATR 72-passagiersvliegtuig van de luchtvaartmaatschappij Iran Aseman Airlines neer.[5] Daarbij komen alle 66 inzittenden om het leven.[5]

### 21 februari
- De Slowaakse onderzoeksjournalist Ján Kuciak wordt, samen met zijn verloofde Martina Kušnírová, doodgeschoten door een huurmoordenaar. Kuciak was de eerste journalist die ooit in Slowakije werd vermoord.[6]

## Overleden
← · januari · februari · maart · april · mei · juni · juli · augustus · september · oktober · november · december ·  →